# Вайян, Андре
Андре́ Вайя́н (фр. André Vaillant; 3 ноября 1890, Суасон — 23 апреля 1977, Париж) — французский лингвист-славист.

## Биография
Андре Вайян поступил в Высшую нормальную школу в Париже в 1911 году и получил диплом филолога в 1914 году. Был преподавателем сербохорватского языка в Национальной школе живых восточных языков (École nationale des langues orientales vivantes) с 1921 года по 1952 год (включён в штат в 1927 году), затем руководителем научно-исследовательских работ по средневековым славянским языкам и литературам в Практической школе высших исследований с 1932 года по 1966 год (хотя он достиг лимита по возрасту ещё в 1962 году). С 1952 года по 1962 год был профессором на кафедре славянских языков и литератур в Коллеж де Франс, это место он занимал после А. Мазона.
В 1928 году Вайян защитил диссертацию, озаглавленную «Язык Доминко Златарича, рагузского поэта конца XVI века, т. I: Фонетика» (La langue de Dominko Zlatarić, poète ragusain de la fin du XVIe siècle, t. I: Phonétique). Диссертация была премирована Академией надписей и изящной словесности. В течение всей своей жизни Вайян сохранял интерес к рагузским поэтам (И. Гундулич, Ш. Менчетич, Дж. Држич).
Вайян ездил в Россию, чтобы изучать старославянские рукописи. Он работал в парижском Институте славяноведения (Institut d'Études slaves) и был его вице-президентом с 1945 по 1972 год. Также Вайян сотрудничал с журналом Revue des études slaves, а затем, начиная с 1945 года, был его главным редактором вместе с А. Мазоном.
Является автором более чем двухсот научных работ, в том числе шести томов «Сравнительной грамматики славянских языков» (Grammaire comparée des langues slaves) и двух томов «Руководства по старославянскому языку» (Manuel de vieux-slave). Был специалистом по истории сербохорватского языка, впоследствии в его круг интересов вошли старославянский язык, македонский язык, церковнославянский язык и сравнительная грамматика.
Перевёл и издал церковнославянские литургические тексты и Библию, в частности «Правила святого Василия Великого» (Les Règles de saint Basile), «Катехизис Кирилла Иерусалимского» (Les Catéchèses de Cyrille de Jérusalem), «Анонимная гомилия из сборника Клоца» (L’Homélie anonyme de Clozianus), «„Против ариан“ святого Афанасия» (Discours contre les Ariens de Saint Athanase (на церковнославянский перевёл Константин Преславский), «Трактат против богомилов» (Traité contre les Bogomiles) Козьмы Пресвитера.